# Attilio Bisio
Attilio Bisio (Livorno, XIX secolo – Venezia, 1931) è stato un ingegnere italiano, progettista dei mezzi navali denominati MAS.

## Biografia
Ingegnere navale, fu progettista della "Barca Automobile" varata a Viareggio nel 1903.
Dal 1905 fu direttore del cantiere navale di La Spezia , dove produceva imbarcazioni leggere (canotti automobili) per la Automobili Florentia, di 6,90 metri di lunghezza con motore di 16-20 HP quattro cilindri, e quindi un 12 metri con 2 motori da 40 cavalli. Porterà al successo sia il Florentia IV che il Florentia III ai Meeting di Monaco del 1906 e 1907.
Scoppiata la prima guerra mondiale, ideò nel 1915 una particolare motobarca in legno di faggio, agile e veloce, dotata di siluri, per attaccare le grosse unità della flotta austriaca fin dentro i porti, e di bombe di profondità per difendere le navi amiche dai sommergibili. La realizzò nel cantiere navale che fondò nel 1916 a Venezia, la Società Veneziana Automobili Navali .
Dopo i due prototipi realizzò dal marzo 1916 le prime 20 unità da (MAS 3 a MAS 22), inizialmente chiamata  “Motobarca Armata SVAN” e cedette i diritti alla Regia Marina, permettendo così la realizzazione del Motoscafo armato silurante anche alla Fraschini  e ai cantieri Orlando. Intrattenne un forte legame con Gabriele d'Annunzio che lo apprezzava per le qualità del MAS, uno dei quali, il MAS96, usato nell'impresa dannunziana nota con il nome di Beffa di Buccari. 
Morì prematuramente nel 1931.